# گالیبابیناتس
گالیبابیناتس (به صربی: Galibabinac) یک منطقهٔ مسکونی در صربستان است که در سورییگ واقع شده‌است. گالیبابیناتس ۳۴۲ نفر جمعیت دارد.